# Алексеевка (Гагаринский район)
Алексе́евка — деревня в Гагаринском районе Смоленской области России. Входит в состав Никольского сельского поселения. Население — 349 жителей (2007 год).
Расположена в северо-восточной части области в 6 км к югу от Гагарина, в 2 км южнее автодороги М1 «Беларусь», на берегу реки Большая Гжать. В 7 км севернее деревни расположена железнодорожная станция Гагарин на линии Москва — Минск.
В состав деревни входят три улицы: Молчановская, Новая и Центральная.
Почтовый индекс деревни Алексеевка — 215 027.

## История
В годы Великой Отечественной войны деревня была оккупирована гитлеровскими войсками в октябре 1941 года, освобождена в марте 1943 года.